# Scutellastra cochlear
Scutellastra cochlear is een slakkensoort uit de familie van de Patellidae. De wetenschappelijke naam van de soort is voor het eerst geldig gepubliceerd in 1778 door Born.